# Capobastone
Il capobastone (dialettalmente capubastuni) è il nome che nella 'ndrangheta si dà a chi comanda una 'ndrina, quindi al capo di una famiglia mafiosa locale calabrese.

## Caratteristiche
Il capobastone è colui che prende le decisioni più importanti, consultandosi con gli altri capibastone di altre famiglie dello stesso paese. Se è membro di una famiglia potente può decidere e influire sulle decisioni di tutta la 'ndrangheta. È così detto in quanto solitamente si fregia di un bastone di legno, simbolo del potere della 'ndrangheta, la cui forma ricorda quella di uno scettro; questo viene tenuto di traverso sulle spalle.
Secondo il pentito Giuseppe Vrenna, fino agli anni settanta i locali attivi anche senza società formata o con solo buon ordine, dipendevano dal locale di Crotone ed in particolare da suo padre Luigi Vrenna che aveva il ruolo di capobastone, specifica però che questo ruolo è inferiore a quello di capo-società.

## Capibastone importanti
Capibastone storici furono Santo Corio, Domenico Tripodo, Antonio Macrì, Luigi Vrenna e Girolamo Piromalli. In seguito si sono "distinti" anche Paolo De Stefano, Giuseppe Morabito e Pasquale Condello.
Altri sono stati:
- Domenico Alvaro
- Rocco Gioffrè
- Carmine Piccolo
- Giuseppe D'Agostino
- Antonio Nirta
- Giuseppe Nirta
- Antonio Pelle
- Salvatore Pelle
- Matteo Romanò
- Francesco Barbaro
- Francesco Mancuso